# Сергиенко, Михаил Васильевич
Михаил Васильевич Сергиенко — советский хозяйственный, государственный и политический деятель, Герой Социалистического Труда.

## Биография
Родился в 1931 году в посёлке Даниловка. Член КПСС.
С 1953 года — на хозяйственной, общественной и политической работе. В 1953—1990 гг. — механизатор колхоза в Даниловском районе Сталинградской области, тракторист тракторно-полеводческой бригады Н. Н. Желязко совхоза «Краснодонский» Урицкого района, механизатор конезавода «Краснодонский» Урицкого района Кустанайской области Казахской ССР.
Указом Президиума Верховного Совета СССР от 19 февраля 1981 года за выдающиеся успехи, достигнутые в выполнении планов и социалистических обязательств по продаже государству в 1980 году миллиарда пудов зерна и перевыполнении планов десятой пятилетки по производству и закупкам хлеба и других сельскохозяйственных продуктов, присвоено звание Героя Социалистического Труда с вручением ордена Ленина и золотой медали «Серп и Молот».
Умер в посёлке Даниловка в 2014 году.